# کاپورچیانو
کاپورچیانو (به ایتالیایی: Caporciano) یک کومونه در ایتالیا است که در استان لاکویلا واقع شده‌است.

## خصوصیات
کاپورچیانو ۱۸٫۲۸ کیلومترمربع مساحت و ۲۳۰ نفر جمعیت دارد و ۸۳۶ متر بالاتر از سطح دریا واقع شده‌است.